# Sex (film)
Sex är en norsk romantisk dramafilm från 2024. Filmen är den första i en planerad trilogi. Filmen är regisserad av Dag Johan Haugerud som även skrivit filmens manus.
Filmen premiärvisades på Filmfestivalen i Berlin den 17 februari 2024, och hade biopremiär i Sverige den 30 augusti 2024.

## Handling
Filmen handlar om sex, drömmar och kärlek som kretsar kring intimitet och frihet i moderna relationer och könsroller.

## Rollista (i urval)
- Jan Gunnar Røise – Chimney Sweeper
- Thorbjørn Harr – chefen
- Siri Forberg – Chimey Sweepers fru
- Birgitte Larsen – chefens fru
- Anne Marie Ottersen – läkare